# フランス・ホット・クラブ五重奏団
フランス・ホット・クラブ五重奏団（フランス・ホット・クラブごじゅうそうだん、フランス語: Quintette du Hot Club de France、英語: The Quintet of the Hot Club of France）は、1934年にフランスでギタリストのジャンゴ・ラインハルトとヴァイオリニストのステファン・グラッペリによって結成されたジャズ楽団であり、形態を様々に変えながら1948年まで活動を続けた。
ヨーロッパのコンチネンタル・ジャズ (Continental jazz) における初期の最も重要な楽団のひとつであり、批評家トム・ジュレック (Thom Jurek) は「録音されたジャズの歴史において、最もオリジナルなバンドのひとつ」と評している。最もよく知られた編成は、ラインハルトとグラッペリを中心に、ベーシストのルイ・ヴォラ (Louis Vola)、リズムギターのロジェ・シャプー (Roger Chaput) とジョゼフ・ラインハルト (Joseph Reinhardt)（ジャンゴの弟）がアンサンブルの音に厚みを加え、時には打楽器的な効果を加えた。

## 歴史
楽団結成の経緯については、いくつかの異なる説明がなされている。モダン・ジャズ史家たちの間で最も広く信じられているのは、ジャンゴ・ラインハルトが中心となって、ステファン・グラッペリも加わった一連の舞台裏におけるジャム・セッションから楽団が形成されたとするものである。しかし、ベーシストのルイ・ヴォラはインタビューの中で、トゥーロンの浜辺で演奏していたラインハルト兄弟を、自分が見出したのだと語っている。それによると、ヴォラは兄弟に、既にグラッペリ、シャプーが参加していた自分のバンドとのジャムをもちかけたのだという。
ホテル・クラリッジ (Hotel Claridge) で一連の非公式なジャム・セッションを重ねた後、コンサート・プロモーターであったピエール・ヌーリー (Pierre Nourry) とシャルル・ドロネー (Charles Delaunay) から、恒常的な楽団の結成が促された。ヌーリーとドロネーは、会長にユーグ・ パナシエ (Hugues Panassié) を据えたジャズ愛好家の組織「Hot Club de France」の中心的な人物であった。ジャンゴ・ラインハルトの弟であるジョゼフが2人目のリズムギターとして加わったクインテット（五重奏団）は、ジプシー・ジャズのスタイルを広めていった。何度か行なわれたヨーロッパのツアーは非常に成功し、特にイギリスで、楽団は大人気を博した。その後、ベーシスやリズムギターの交代が何度かあり、活動期間を通してメンバーだったのはジャンゴとグラッペリだけであった。1937年、アメリカ合衆国のジャズ歌手アデレード・ホール (Adelaide Hall) が、夫バート・ヒックス (Bert Hicks) とともに、パリのモンマルトルに「La Grosse Pomme」（店名は「大きなリンゴ」すなわち「ニューヨーク」の意）というナイトクラブを開店した。ホールは毎晩この店に出演し、フランス・ホット・クラブ五重奏団を常時出演する楽団のひとつとして雇い入れた。
1939年9月に第二次世界大戦が勃発したとき、楽団はイングランドをコンサート・ツアー中だった。英語をほとんど話せなかったラインハルトは、フランスに戻った方がイギリスにいるより安全だろうと考えて、直ちにフランスに戻った。しかし、グラッペリは、そのままイングランドに残った。
その後もジャンゴは、クラリネット奏者と通常のリズム・セクションからなるまったく別の楽団で五重奏団の名義を使用し続け、初代のクラリネットはユベール・ロスタン (Hubert Rostaing) が起用され（後に数人が交代）、リズムギターは、ジャンゴの息子であるルソン・ラインハルト (Lousson Reinhardt) や、弟のジョゼフが務めた。この編成の楽団は本来のクインテット（五重奏団）ではなく、しばしば6人編成となったが、通常は「ジャンゴ・ラインハルトとフランス・ホット・クラブ五重奏団 (Django et le Quintette du Hot Club de France)」として、時にはジャンゴの「新五重奏団 (Nouveau Quintette)」として宣伝された。戦時下の物資不足のため、この編成の楽団による録音はあまり多くないが、ジャンゴ・ラインハルトが作曲し、後にジャズ・スタンダードとなった「ヌアージュ (Nuages)」の初録音などが残されている。
戦後、1946年、グラッペリとジャンゴは再び合流し、五重奏団の名義で弦楽器のみの編成を復活させた。この楽団でも、以前と同じように、リズムギターやベーシストは何人もが入れ替わった。この最後の時期の五重奏団は、演奏や録音を、断続を挟みながら1948年ころまで続けた。